# Betschicht
Als Betschicht, Betstunde oder Beetstunde bezeichnete man im Bergbau den zeitlichen Anteil der Arbeitsschicht der Bergleute, den die Bergleute zur Gottesverehrung nutzten und ihr Berggebet verrichteten. Die Betschicht verbrachten die Bergleute je nach Bergrevier in der Kaue, in einer von der Kirche zur Verfügung gestellten Kapelle, in einem Raum des Huthauses oder im eigens dafür vorgesehenen Bethaus. Neben der religiösen Erbauung diente die Betschicht auch der Anwesenheitskontrolle der Bergleute.

## Grundlagen und Geschichte
Die ersten Betstunden der Bergleute sind bereits für das 16. Jahrhundert datiert. Der Glaube an Berggeister, Bergteufel oder andere Dämonen, die man mit den Gefahren in Verbindung brachte, die den Bergleuten bei ihrer Arbeit unter Tage drohten, drängte die Bergleute des frühen Bergbaus dazu, vor und nach der Arbeit Gott durch andächtiges Gebet und gemeinsamen Gesang um Schutz zu bitten und ihm für die bisherige Bewahrung zu danken. Die Teilnahme an der Betstunde war für die Bergleute nicht freiwillig, sondern Pflicht. Bergleute, die die Betstunde versäumten, wurden mit Abzug vom Lohn bestraft. Andererseits gab es eine Zeit, in der der Stadtrat die Betstunde verboten hatte. Das gemeinsame Beten war den Bergleuten aber insbesondere in den ersten Jahren so wichtig, dass einige von ihnen im Beharren auf diesen Brauch selbst vor körperlicher Gewalt gegen Mitglieder des Stadtrates nicht zurückschreckten. Anfang des 18. Jahrhunderts wurden in einigen Bergbauregionen auch im Privatbereich der Bergleute pietistische Betstunden abgehalten, die jedoch sehr bald von den zuständigen Regierungen per Edikt verboten und unter Strafe gestellt wurden. Die täglichen Betstunden wurden für die Bergleute ein Brauch, den sie in einigen Bergbauregionen bis Anfang des 20. Jahrhunderts pflegten. Während der Nazizeit wurde die Betschicht propagandistisch umgedeutet und instrumentalisiert. Nachdem mit Beginn des 20. Jahrhunderts für die Betstunden die Teilnahmepflicht entfallen war, hielten dennoch viele der Bergleute bis in die Mitte der ersten Hälfte des 20. Jahrhunderts an dieser Tradition fest und feierten ihre Betstunde in der Kaue unter Leitung des ältesten Steigers.
Ein bergbauhistorisches Bethaus aus der ersten Hälfte des 19. Jahrhunderts befindet sich mit dem Bethaus der Bergleute im Muttental der Stadt Witten am südlichen Rand des Ruhrgebiets.

## Zeitlicher Aufwand
Die Dauer der Arbeitsschicht der Knappen variierte in den verschiedenen Bergrevieren in den unterschiedlichen zeitlichen Epochen. So gab es, je nach Region, Achtstunden- und Zwölfstundenschichten. Ebenso variierte aber auch, je nach Bergrevier, die Dauer und zeitliche Lage der Betschicht. Die Betschicht war Bestandteil der Arbeitszeit. Die Betstunden fanden in der Regel morgens früh statt. Bei Mehrschichtbetrieb der Bergwerke wurden sie auch zu unterschiedlichen Tageszeiten vor der Schicht gehalten. Aber selbst bei reinem Einschichtbetrieb variierte die Anfangszeit der Betschicht in einigen Bergrevieren sogar zwischen Sommer und Winter. Es gab auch Bergreviere, in denen jeweils vor und nach der Schicht eine Betstunde abgehalten wurde. Zudem war die Betstunde in den Bergrevieren teilweise unterschiedlich lang. Im Clausthal Bergrevier dauerte die Betschicht beispielsweise bis zu einer Stunde. In anderen Bergrevieren dauerte die Betstunde nur 30 Minuten. Nach der Betstunde hatten die Bergleute teilweise noch einen 30 Minuten dauernden Fußweg vom Bethaus bis zu ihrem Bergwerk. Anschließend erfolgte die Anfahrt, die, wenn sie per Fahrkunst erfolgte, auch noch einmal bis zu einer Stunde dauern konnte. Im Laufe der Jahre wurde die Anzahl der Betstunden erheblich reduziert, sodass gegen Ende des 19. Jahrhunderts teilweise nur noch einmal in der Woche eine Betstunde abgehalten wurde.

## Gliederung der Betschicht
In einigen Bergbauregionen bestand die Betschicht nur aus dem gemeinschaftlichen Schichtgebet. In anderen Bergbauregionen war der Ablauf der Betschicht liturgisch streng geregelt. Hier wurde während der Betschicht eine Predigt gehalten, zudem wurde gesungen und gebetet. Das Vorlesen, Vorsingen und das Gegensprechen war in einigen Bergbauregionen Aufgabe eines zum Vorbeter gewählten Bergmanns. Die Betschicht begann der zuständige Steiger mit dem Aufrufen der Namen der Bergleute zwecks Anwesenheitskontrolle, anschließend stimmte der Vorsänger ein für die Bergleute geeignetes Morgenlied an. Hierfür gab es eine Vielzahl von Liedern. Im Mansfelder Bergrevier gab es ein Gesangbuch zur Morgenandacht der Hüttenarbeiter, das während der Betschicht verwendet wurde. Anschließend wurde eine kurze Predigt gehalten. Der Predigt folgten das Vaterunser und teilweise auch das Glaubensbekenntnis. Abschließend sprach der Vorbeter das Schichtgebet, danach wurde ein Liedvers gesungen. Am Ende der Betschicht begaben sich die Bergleute zu ihrer Arbeit.